# Sarah Louisa Forten Purvis

Prima copia del giornale The Liberator

Sarah Louisa Forten Purvis, nata Sarah Louisa Forten, detta Ada, Magawisca (Filadelfia, 1814 – Filadelfia, 29 ottobre 1884), è stata una poetessa, abolizionista statunitense, femminista e intrinsecamente, tramite le sue poesie, sostenitrice del suffragio femminile. Ha cofondato la Philadelphia Female Anti-Slavery Society e ha contribuito con molte poesie al giornale antischiavista The Liberator.

## Biografia
La Purvis (nata Forten) nacque nel 1814 a Filadelfia, in Pennsylvania. Era una delle "Forten Sisters". Sua madre era Charlotte Vandine Forten e suo padre era l'abolizionista afroamericano James Forten. Le sorelle di Sarah Louisa Forten Purvis erano Harriet Forten Purvis (1810-1875) e Margaretta Forten (1808-1875). Le tre sorelle, insieme alla madre, furono fondatrici della Philadelphia Female Anti-Slavery Society nel 1833. Questa società non fu la prima società antischiavista femminile, ma era particolarmente importante a causa del ruolo che svolse nello sviluppo del femminismo americano.
Sarah Louisa Forten Purvis era una poetessa. È citata in alcune borse di studio poiché utilizzava gli pseudonimi "Ada" e "Magawisca", oltre al proprio nome. C'è qualche conflitto che circonda la poesia sotto lo pseudonimo di "Ada" in quanto è stato sostenuto che alcune poesie con questo pseudonimo potrebbero essere state erroneamente attribuite a Forten Purvis. È accreditata di aver scritto molte poesie sull'esperienza della schiavitù e della femminilità. Alcune delle sue opere più note includono "Un appello alla donna" e "La tomba dello schiavo". Entrambe furono pubblicate sul quotidiano abolizionista The Liberator. Il poema "La tomba dello schiavo" fu successivamente musicata da Frank Johnson e la canzone fu spesso usata come inno in occasione di incontri antischiavisti. Mentre la poesia "Un appello alla donna" fu utilizzata negli opuscoli per la Convenzione contro la schiavitù di New York nel 1837.
Nel 1838 Sarah sposò Joseph Purvis con il quale ebbe otto figli, tra cui William B. Purvis. Joseph Purvis era il fratello di Robert Purvis, che era il marito della sorella di Sarah, Harriet.
Morì nel 1884 a Filadelfia. Sebbene alcune opere che parlano della sua vita e della sua poesia affermino che morì nel 1857. Questa discrepanza potrebbe essere legata alla cattiva attribuzione di alcune delle sue poesie.

## Formazione
Sarah Louisa Forten Purvis e le sue sorelle ricevettero un'educazione privata e furono membri della Female Literary Association, una sorellanza di donne nere fondata da Sarah Mapps Douglass, un'altra donna di un'importante famiglia abolizionista di Filadelfia. Sarah iniziò la sua eredità letteraria attraverso questa organizzazione dove sviluppò in modo anonimo saggi e poesie.

## Opere scritte
La maternità e l'essere figlia nel contesto della schiavitù sono un esempio nella poesia della Forten Purvis. Queste prospettive provengono da un luogo personale secondo Julie Winch, scrittrice di Storia presso l'Università del Massachusetts, e sono informate dall'ascendenza, dallo status e dal suo background intellettuale. Sebbene lei non sia mai stata oppressa dal sistema di schiavitù, la sua poesia ha ampiamente fornito un esempio dell'angoscia nell'esperienza di essere ridotta in schiavitù come donna di origine africana. La nozione di parentela culturale era presente in gran parte della sua poesia. Inoltre, l'emarginazione e l'oppressione esemplificata nella sua poesia si dimostrano in molti casi aggravate dalla natura di genere della poesia. Queste poesie, sebbene riguardino principalmente le esperienze vissute di coloro che si trovano all'interno del sistema di schiavitù, lavorano anche per mostrare l'esperienza vissuta delle donne come intersecazione con la loro razza. Esempi dell'esperienza del razzismo come informato dall'esperienza della femminilità possono essere visti all'interno di "Un appello alle donne", "Il discorso della schiava alla madre", "Il dolore di una madre" e "Addio della schiava."

### Poesie pubblicate da Sarah Louisa Forten Purvis
| Titolo della poesia                                     | Anno | Pubblicata in                             | Autore              |
| ------------------------------------------------------- | ---- | ----------------------------------------- | ------------------- |
| "Un appello alle donne" degli Stati Liberi solo di Nome | 1837 | Anti Slavery Convention of American Women | Sarah Louise Forten |
| "L'addio"                                               | 1832 | The Liberator (Giornale)                  | Sarah Louise Forten |
| "La tomba dello schiavo"                                | 1831 | The Liberator                             | Sarah Louise Forten |
| "Il dolore di una madre"                                | 1832 | The Liberator                             | Sarah Louise Forten |
| "Preghiera"                                             | 1831 | The Liberator                             | Sarah Louise Forten |
| "La separazione"                                        | 1833 | The Liberator                             | Sarah Louise Forten |
| "All'Irlanda"                                           | 1833 | The Liberator                             | Sarah Louise Forten |
| "Il discorso della schiava alla madre."                 | 1831 | The Liberator                             | Sarah Louise Forten |
| "L'abuso della libertà"                                 | 1831 | The Liberator                             | Sarah Louise Forten |
| "Ore d'infanzia"                                        | 1834 | The Liberator                             | Sarah Louise Forten |
| "L'addio di una schiava"                                | 1835 | The Liberator                             | Sarah Louisa Forten |
| "Gioie passate"                                         | 1831 | The Liberator                             | Sarah Louise Forten |
| "La mia terra"                                          | 1834 | The Liberator                             | Sarah Louise Forten |

## Contributi femministi
I suoi contributi poetici all'attivismo femminista sono stati discussi all'interno del mondo accademico come un contributo altrettanto considerevole all'intersezionalità. Ad esempio la poesia "Un appello alle donne" è identificata attraverso la lente della razza e della femminilità all'interno del libro di Janet Gray "Race and Time" (2004). Allo stesso modo, Julie Winch discute la sua relazione sia con la femmilità che con la razza. È noto che questa poesia, che fu distribuita e letta ai partecipanti al congresso contro la schiavitù delle donne nel 1873, si rivolgeva principalmente alle donne bianche di questo periodo. In particolare, le ha esortate a unirsi in solidarietà con le loro controparti femminili afroamericane come una sorellanza nella lotta contro la schiavitù. La Gray suggerisce che ciò che rende questa poesia intrinsecamente intersezionale nel suo femminismo è l'identificazione da parte della Forten Purvis della pluralità dell'essere nero e dell'essere donna rispetto all'esperienza vissuta di essere una donna bianca. Inoltre questa poesia menziona l'auto-oggettivazione dell'equità delle donne bianche come sinonimo del loro valore sociale e in contrapposizione all'azione delle donne nere come qualcosa di più della semplice equità, equità in questo caso correlata alla carnagione. La poesia della Forten Purvis, al contrario, gioca sull'equità delle donne bianche come una “virtù” o, per dirla più contemporaneamente, come un segno di privilegio e invita inoltre le donne bianche a usare la loro “virtù” per l'attivismo in difesa delle loro sorelle nere. Si suggerisce che la poesia della Forten Purvis trasformi l'ascoltatrice in un agente di cambiamento.

### Poesia
Come si può notare in altre poesie della Forten Purvis, la natura dualistica della negritudine in relazione alla femminilità è un tema comune. Questa diffusione intersezionale degli ideali femministi e la prospettiva e le esperienze delle donne nere attraverso la poesia non possono essere studiate separatamente. Ira V. Brown specifica inoltre che le donne che hanno agito all'interno della società anti schiavitù femminile di Filadelfia, attraverso qualunque cosa fossero quelle azioni, nel caso della Forten Purvis, la poesia creativa, hanno contribuito a quella che ha chiamato "La culla del femminismo".

### Corrispondenza
Sul tema del pregiudizio la Forten Purvis credeva che tutte le persone, indipendentemente dal genere, avevano la responsabilità di agire come catalizzatori politici nell'abolizione della schiavitù. Ciò è dimostrato dalla sua lettera ad Angelina Grimké, scritta il 15 aprile 1837. Specificava che l'uomo o la donna dovevano contribuire in egual misura alla causa e che le donne, indipendentemente dalla loro condizione politica di oppressione in quel momento, dovevano considerare le loro "sorelle". e agire in base a questa considerazione.

### Schizzi
La Forten Purvis contribuì anche all'immagine dell'emblema della donna supplicante. Adattando questo emblema in base ai propri dispositivi, molte donne americane hanno disegnato le interpretazioni dell'emblema. La Forten Purvis è una di loro. Come specificato da Jean Fagan Yellin, lei aggiunse privatamente la sua interpretazione dell'emblema come schizzo nell'album di Elizabeth Cady Stanton.

### Errata attribuzione di alcune opere
Come rilevato, alcune delle opere della Forten Purvis potrebbero essere state sotto gli pseudonimi di "Ada" o "Magawisca." Secondo alcuni studiosi, un abolizionista quacchero di nome Eliza Earle Hacker (1807-1846), del Rhode Island, era stata l'autrice di quelle che molti pensavano fossero alcune delle opere di Forten Purvis. Anche se ci sono poche prove su quali poesie non sono in realtà di Forten Purvis, ci sono alcune possibili distinzioni. Il fatto che la firma "Ada" della Purvis sia sempre accompagnata da una specificazione relativa al luogo in cui è stata scritta la poesia, mentre "Ada" della Hackers non lo fa, indica la potenziale separazione del lavoro degli autori. Indipendentemente da ciò, molti autori anti-schiavitù e abolizionisti hanno utilizzato pseudonimi per proteggere la propria identità e, di conseguenza, è diventato difficile attribuire determinate opere a determinati individui. Per questo motivo la tabella include solo opere in cui il luogo dell'originale è specificato come Filadelfia, stato di origine della Forten Purvis.
In particolare la poesia di Ada "Lines: Suggested on Reading 'An Appeal to Christian Women of the South' di Angelina Grimké", è stata probabilmente scritta dalla Hacker ma spesso attribuita alla Forten e inclusa nelle antologie di scrittura afro-americane.